# Charlie Clouser
Charlie Clouser, właściwie Charles Alexander Clouser (ur. 28 czerwca 1963 w Hanover, New Hampshire w USA) – amerykański muzyk grający głównie na instrumentach klawiszowych. Zajmuje się również programowaniem, inżynierią dźwięku i remiksami (m.in. takich artystów jak Nine Inch Nails, Marilyn Manson, White Zombie, Killing Joke, Prong i in.). 
W latach 1994–2000 członek Nine Inch Nails.
Od połowy lat 90. wraz z m.in. Trentem Reznorem (Nine Inch Nails), Dannym Lohnerem (Nine Inch Nails) i Maynardem Jamesem Keenanem (Tool, A Perfect Circle) współpracował nad industrialnym projektem muzycznym Tapeworm.
Jest również kompozytorem muzyki filmowej - jego autorstwa są m.in. całe soundtracki do filmów Saw (Piła), Saw II (Piła II), Saw III (Piła III), a także poszczególne utwory na ścieżkach dźwiękowych innych filmów - np. End of Days (I stanie się koniec) (utwór "Superbeast"), Resident Evil Extinction (Resident Evil : Zagłada').
Pisze też muzykę do amerykańskich seriali telewizyjnych (m.in. Fastlane, Las Vegas i Numb3rs).

## Filmografia
- "Moog" (2004, film dokumentalny, reżyseria: Hans Fjellestad)[1]